# Thliptoceras coenostolalis
Thliptoceras coenostolalis là một loài bướm đêm trong họ Crambidae.